# Armenska četrt
Armenska četrt je ena od štirih četrti starega Starega mesta Jeruzalem. Obsega 0,126 km2, kar je 14 % mestne površine in je obljudena z 2424 prebivalci. 
Armenska prisotnost v Jeruzalemu je pravzaprav starodavna, saj sega v 4. stoletje našega štetja, ko je Armenija sprejela krščanstvo kot nacionalno vero in so se v Jeruzalemu naselili armenski menihi. Armenska skupnost je zanimivost, ker velja za najstarejšo skupnost žive diaspore zunaj armenske domovine, hkrati pa ni samo manjšina. Jeruzalemski patriarhat Armenske apostolske cerkve, ki je bil ustanovljen kot škofija v 7. stoletju našega štetja, velja za socialni center in skrbnik skupnosti, ki bi se po značaju najbolj približala ortodoksnim nacionalnim cerkvam. Še posebej od nastanka Izraelske države in vsem kasnejših zaostrovanj na tem področju, se opaža vidno upadanje prebivalstva te četrti. 

## Znamenitosti in ustanove

### Armenske zgradbe
- Stolnica svetega Jakoba (Սուրբ Յակոբեանց վանք, Surb Hakobeants vank ) naj bi imela temelje iz 4. stoletja, trenutna zgradba pa je iz 12. stoletja.
- Cerkev sv. Torosa (Սուրբ Թորոս եկեղեցի, Surb T'oros yekeğetsi ). Po lokalni tradiciji je cerkev med letoma 1270 in 1289 zgradil Hetum I., armenski kralj Kilikije v spomin na svojega sina Torosa, ki je bil ubit v bitki. Cerkev je bila nazadnje obnovljena leta 1727. [2]
- Cerkev svetih nadangelov (Սրբոց Հրեշտակապետաց եկեղեցի, Srbots Hreštakapetats yekeğetsi ; Deir Al Zeitoun ) je bila postavljena v 12. stoletju verjetno na ruševinah starodavne cerkve v 4. stoletju.

#### Izobraževalne ustanove
- Seminar Alex in Marie Manoogian (Ալեքս եւ Մարի Մանուկեան Ժառանգաւորաց Վարժարան) je bil ustanovljen leta 1975 s financiranjem armensko-ameriškega poslovneža in filantropa Alexa Manoogiana.[3][4]
- Šola svetih prevajalcev (Սրբոց րգմաչանչաց րժարանան, Srbots t'argmančats varžaran) vsebuje vrtec, osnovno in srednjo šolo [5] s skupno približno 150 učencev (od leta 2000).

#### Kulturne ustanove
- Tiskarna svetega Jakoba je bila ustanovljena leta 1833. [6]
- Muzej Helen in Edward Mardigian za armensko umetnost in kulturo je bil odprt leta 1969. Razstavljeni so zgodovinski in verski predmeti, kot so preproge, kovanci, bakrene kotli, keramične ploščice, zemljevid, replika tiskarne Johannesa Gutenberga itd.[7]
- Knjižnica Calouste Gulbenkian (Կիւլպէնկեան Մատենադարան), ustanovljena leta 1925 s financiranjem britansko-armenskega poslovneža in filantropa Calouste Gulbenkian, po katerem je imenovana.[8] Uradno je bila odprta 23. oktobra 1932[9]; s svojo knjižno zbirko 100.000 enot velja za enega najbolj celovitih armenskih centrov za intelektualne vire na svetu.[10] Na dan otvoritve je bilo 25.037 zvezkov (14.518 v armenščini in 11.519 v drugih jezikih). [11] Tri desetletja pozneje, leta 1963, je številka znašala približno 50.000. [12]
- Rokopisna knjižnica sv. Torosa, ustanovljena leta 1897[13], hrani 3890 popisanih in katalogiziranih armenskih rokopisov [14], s čimer je postala druga največja na svetu po Matenadaranu v Armeniji v Erevanu.[15][14] Leta 1931 je število katalogiziranih rokopisov znašalo 2.720.[16]

#### Drugo
- Armenski vrt [17]

### Ne-armenske
Cerkve
- Sirski pravoslavni samostan svetega Marka na ulici Ararat [18] Asirci in Sirci si delijo armenske posebnosti in so zato raje živeli pod okriljem »večje in močnejše armenske skupnosti«.[19]
- Grška pravoslavna cerkev svetega Jurija s samostanom
- Kristusova cerkev, anglikanska cerkev iz 19. stoletja
- Cerkev Maronita (znana tudi kot hiša sv. Marouna), edino maronitsko mesto čaščenja v Jeruzalemu [20]

Drugo
- Davidov stolp (Citadela) [21]

## Zanimivost
- Četudi je to ena najštevilčnejših armenskih skupnosti, niti približno ni edina. Precej jih je v ZDA, a obstajale so tako v Belgiji, Romuniji, Belorusiji, Siriji, še vedno pa obstajajo recimo v Franciji in otokih v okolici Benetk, na Krimskem polotoku, v Turčiji, Iranu, Libanonu, Gruziji. Mnoge skupnosti se tudi razpuščajo, tako je izginila skupnost v Fresnu in nekaj skupnosti v Azerbajdžanu.